# Humeima
Humeima (in arabo ﺍﻟﺤﻤﻴﻤـة‎?, al-Ḥumayma), in origine Hawara (che in aramaico significa "bianco"; anche Αὔαρα [Auara] in greco antico, Hauarra in latino, Huwara in arabo), era una città di fondazione nabatea situata in Giordania, approssimativamente a metà strada tra Aqaba e Ma'an, sulla Via Regia (successivamente nota come Via Traiana Nova). Fondata sotto il regno di Areta III (87-62 a.C.) per spingere alla sedentarizzazione i pastori nomadi della regione, Humeima costituiva il principale insediamento nabateo nel plateau desertico di Ḥismā lungo la rotta commerciale a sud di Petra. Prosperò, con alterne fortune, sotto Nabatei, Romani, Bizantini e Arabi fino al 750, anno in cui fu definitivamente abbandonata dagli Abbasidi.

## Storia

### Primo insediamento

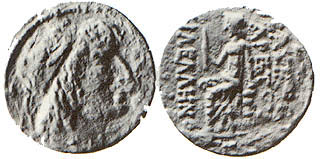
La prima monetazione nabatea, in argento con legenda in lingua greca, fu emessa da Aretas III.

Leggenda vuole che Areta  III abbia fondato la città dopo aver ricevuto la visione di un uomo vestito di bianco che gli indicava il luogo dove stabilire un insediamento agricolo. Dal colore delle vesti dell'uomo, l'abitato che ne sorse fu chiamato Hawara, che significa "bianco" in lingua aramaica. 
Per far fronte alle necessità economiche del sito, Aretas diede anche inizio alla prima coniazione di monetazione nabatea.

### Epoca romana
Pochi anni dopo la conquista romana della Nabatea, avvenuta nel 106, la città fu dotata di un castrum - a pianta rettangolare, che copriva un'area di 206 x 148 m - allo scopo di garantire un più efficace controllo dell'isolata regione. Si tratta della più antica struttura di questo tipo in quella che, allora, era la provincia romana di Arabia; il forte poteva ospitare un'unità ausiliaria di 500 uomini e avrebbe costituito la base del Limes arabicus - la linea difensiva dell'impero nella provincia - realizzato più tardi sotto la dinastia dei Severi (193-235).
I mosaici e la monetazione romana rinvenuti, indicano che l'occupazione del sito da parte dei Romani dovette durare dal 115 fino a circa il 300.

### Epoca bizantina e omayyade
Humeima continuò a prosperare - seppure con minor fortuna a causa di due devastanti terremoti subiti nel 363 e nel 551 - anche durante il periodo bizantino.
Sotto il califfato omayyade fu scelta come prudenziale remota residenza (con annessa moschea) dagli Abbasidi, ma al-Ḥumayma fu definitivamente abbandonata nel 750, quando fu vinta la causa abbaside e si inaugurò il loro califfato.

## Economia e gestione idraulica
L'economia cittadina si basava sul commercio carovaniero e sull'agricoltura, resa possibile da una attenta gestione delle risorse idriche. 
L'assenza di approvvigionamenti idrici in situ fu superata con la costruzione, da parte dei Nabatei, di un efficiente sistema di acquedotti e cisterne (11 in totale). La tratta principale dell'acquedotto di Humeima (18,9 km di lunghezza) connetteva la sorgente di ʿAyn al-Qanah (a 1425 m s.l.m.) con la riserva idrica principale della città (a 995 m s.l.m.). Un ramo secondario (7,6 km) alimentava la rete idrica dalle sorgenti di ʿAyn al-Sharah e ʿAyn al-Jamam.
La rete fu parzialmente ampliata sotto il dominio romano con la realizzazione di una nuova cisterna da 1250 m³, presumibilmente a supporto del forte ivi costruito (Schram, 2011).

## Evidenze archeologiche
L'odierno sito archeologico espone una parte importante dell'antico sistema di approvvigionamento idrico e il pavimento di cinque chiese risalenti al periodo bizantino. 
Tra le rovine di epoca romana, sono venuti alla luce anche il castrum precedentemente descritto, alcune abitazioni e i resti delle terme romane.
Gli scavi, dopo un iniziale ricognizione nel 1986, sono iniziati nel 1989, ad opera di una équipe canadese guidata da John Oleson dell'Università di Victoria.